# Sahil al-Dżawabir
Sahil al-Dżawabir (arab. ساحل الجوابر) – miejscowość w Egipcie, w muhafazie Al-Minufijja. W 2006 roku liczyła 8813 mieszkańców.